# Нова Вільшанка
Нова́ Вільша́нка — село Визирської сільської громади в Одеському районі Одеської області. Населення становить 329 осіб.
В селі існує сільський клуб, бібліотека, фельдшерсько-акушерський пункт. Підпорядковується Першотравневому старостинському округу.

## Історія
Під час Голодомору 1932—1933 років померло щонайменше 13 жителів села.

## Населення
Згідно з переписом УРСР 1989 року чисельність наявного населення села становила 299 осіб, з яких 133 чоловіки та 166 жінок.
За переписом населення України 2001 року в селі мешкало 329 осіб.

### Мова
Розподіл населення за рідною мовою за даними перепису 2001 року:
| Мова       | Відсоток |
| ---------- | -------- |
| українська | 93,31 %  |
| російська  | 6,08 %   |
| білоруська | 0,30 %   |
| болгарська | 0,30 %   |